# Albena Denkova
Albena Denkova, née le 3 décembre 1974 à Sofia, est une patineuse artistique bulgare. Son partenaire en danse sur glace est Maxim Staviski. Albena et Maxim sont le premier couple bulgare à avoir remporté des médailles aux championnats du monde et d'Europe.

## Biographie

### Carrière sportive
Albena fut d'abord une gymnaste et se tourna vers le patinage artistique vers l'âge de 8 ou 9 ans. Son premier partenaire fut Hristo Nikolov, avec qui elle patinait jusqu'en 1996.
En 1996, elle fit équipe avec Maxim Staviski après que son Nikolov se soit retiré de la compétition. En 2000, Albena et Maxim ont déménagé de Sofia pour Odintsova (près de Moscou) pour de meilleures conditions d'entraînement sous la tutelle de Alexei Gorshkov jusqu'en 2005. Après les championnats du monde 2005, Albena et Maxim ont déménagé au Delaware (États-Unis) pour s'entraîner avec Natalia Linitchouk et Guennadi Karponossov.
En octobre 2006, Albena Denkova fut élue présidente de la fédération bulgare de patinage pour un mandat de cinq ans.

### Famille
Après les championnats du monde 2007, Albena et Maxim ont annoncé qu'ils avaient l'intention de se marier d'ici la fin de l'année.
En août 2007, son partenaire et fiancé, Maxim Staviski, fut impliqué dans un grave accident de voiture qui fit un mort et un blessé grave. Il fut rapporté que Staviski était en état d'ébriété. En octobre 2007, au début de son procès, Staviski a annoncé qu'il mettait un terme à sa carrière de patineur. En janvier 2008, Staviski a reçu une sentence suspendue de 2 ans et 6 mois avec une probation de 5 ans.
Albena a une sœur cadette, Ina Demireva, qui fait également de la danse sur glace au niveau junior. De plus, Albena a un diplôme de l'université de Sofia en économie.

## Palmarès

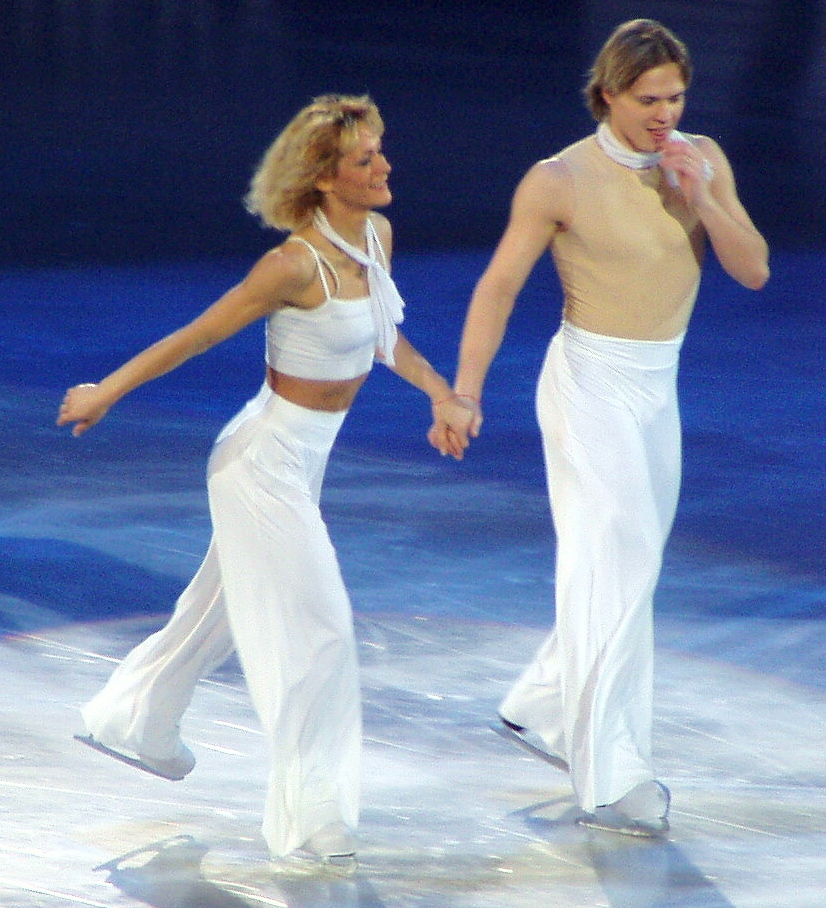
Albena Denkova avec Maxim Staviski aux championnats du monde 2004.

Avec deux partenaires :
- Hristo Nikolov (7 saisons : 1988-1995)
- Maxim Staviski (11 saisons : 1996-2007)

| Compétition                         | 1989    | 1990    | 1991    | 1992    | 1993    | 1994    | 1995    |  | 1996    | 1997    | 1998    | 1999    | 2000    | 2001    | 2002    | 2003    | 2004    | 2005    | 2006    | 2007    |
| Jeux olympiques d'hiver             |         |         |         |         |         |         |         |  |         |         | 18e     |         |         |         | 7e      |         |         |         | 5e      |         |
| Championnats du monde               |         |         |         | 21e     | 26e     | 27e     | 24e     |  |         | 19e     | 17e     | 11e     | A       | 10e     | 5e      | 3e      | 2e      | 5e      | 1re     | 1re     |
| Championnats d'Europe               |         |         |         | 18e     | 22e     | 25e     | 22e     |  |         | 17e     | 16e     | 9e      | F       | 8e      | 6e      | 2e      | 2e      | A       | F       | 3e      |
| Championnats de la Bulgarie         |         |         |         | 1re     | 1re     |         |         |  |         | 1re     | 1re     | 1re     | 1re     | 1re     | 1re     | 1re     | 1re     | 1re     | 1re     | 1re     |
| Championnats du monde juniors       | 16e     | 16e     |         |         |         |         |         |  |         |         |         |         |         |         |         |         |         |         |         |         |
|                                     |         |         |         |         |         |         |         |  |         |         |         |         |         |         |         |         |         |         |         |         |
| Grand Prix ISU                      | 1988/89 | 1989/90 | 1990/91 | 1991/92 | 1992/93 | 1993/94 | 1994/95 |  | 1995/96 | 1996/97 | 1997/98 | 1998/99 | 1999/00 | 2000/01 | 2001/02 | 2002/03 | 2003/04 | 2004/05 | 2005/06 | 2006/07 |
| Finale du Grand Prix                |         |         |         |         |         |         |         |  |         |         |         |         |         |         |         | 3e      | 2e      | 3e      |         | 1re     |
| Skate America                       |         |         |         |         |         |         |         |  |         |         |         |         |         |         |         |         |         |         |         | 1re     |
| Skate Canada                        |         |         |         |         |         |         | 11e     |  |         |         | 8e      | 5e      |         |         |         | 4e      | 2e      | 1re     |         |         |
| Coupe d'Allemagne                   |         |         |         |         |         |         |         |  |         |         |         | 6e      | 3e      |         |         | 1re     |         |         |         |         |
| Trophée de France                   |         |         |         |         |         |         |         |  |         |         | 7e      |         |         |         | 4e      |         | 1re     | 2e      |         | 1re     |
| Coupe de Russie                     |         |         |         |         |         |         |         |  |         |         |         |         |         | 5e      |         | 3e      |         |         |         |         |
| Trophée NHK                         |         |         |         |         |         |         |         |  |         |         |         |         | 6e      |         | 3e      |         | 1re     | 1re     | 2e      |         |
| Légende : F = Forfait ; A = Abandon |         |         |         |         |         |         |         |  |         |         |         |         |         |         |         |         |         |         |         |         |